# 自貢龍屬
自貢龍屬（學名：Zigongosaurus）是蜥腳下目的一屬恐龍，化石發現於中國四川省自貢市的沙溪廟地層，年代為侏羅紀中至晚期。由於對中國的侏羅紀蜥腳下目所知有限，對自貢龍的分析也有困難，有些學者提出自貢龍應屬於峨嵋龍或馬門溪龍，有些則認為牠們是獨立的屬。

## 歷史及分類
自貢龍的正模標本（編號CV 00261）包括一根部份下頜、上頜及基枕骨。其他來自於身體各部份的其他骨骼，同樣被編入自貢龍屬中。侯連海等人認為牠很像峨嵋龍，但在脊椎上有所差異。早期的研究認為牠是屬於腕龍科。
於1980年代，中國的蜥腳下目分類出現了很多混淆的情況。在1983年，董枝明、張奕宏及周世武從與斧溪自貢龍（Z. fuxiensis）的不同化石命名了釜溪峨嵋龍（Omeisaurus fuxiensis），但後來卻指牠們是相同動物。之後，自貢龍被認為是屬於峨嵋龍，或可能是榮縣峨嵋龍（O. junghsiensis）的異名。在1990年代中期，學者們改將自貢龍歸類於馬門溪龍。他們指出自貢龍的化石是來自在峨嵋龍與馬門溪龍之間的地層帶，但特徵則與馬門溪龍最為相似。而且兩者的脊椎神經棘都有輕微的分叉，這個特點卻在峨嵋龍中看不到。於是他們將自貢龍重新命名為釜溪馬門溪龍（Mamenchisaurus fuxiensis）。這個主張在很多有關蜥腳下目的文獻獲得贊同，但仍有一些學者指出自貢龍是獨立的屬。

## 古生物學
無論自貢龍被分類為類似馬門溪龍或峨嵋龍的蜥腳下目，自貢龍是大型的四足植食性恐龍，並有著長的頸部。自貢龍被認為是中至大型的蜥腳下目，長約15米。